# El Bajío, San Miguel el Alto
El Bajío är en ort i Mexiko.   Den ligger i kommunen San Miguel el Alto och delstaten Jalisco, i den centrala delen av landet, 400 km nordväst om huvudstaden Mexico City. El Bajío ligger 1 863 meter över havet och antalet invånare är 181.
Terrängen runt El Bajío är platt västerut, men österut är den kuperad. Runt El Bajío är det ganska glesbefolkat, med 35 invånare per kvadratkilometer. Närmaste större samhälle är San Miguel el Alto, 2,8 km nordväst om El Bajío. I omgivningarna runt El Bajío växer huvudsakligen savannskog.